# 红蹼树蛙
红蹼树蛙（学名：Rhacophorus rhodopus）为树蛙科树蛙属的两栖动物，多生活于热带地区茶树草地灌丛小乔木上。其生存的海拔范围为80至2100米。该物种的模式产地在云南勐养，分布于中国南方，后来也在南亚和东南亚发现。

## 保护
本种于2023年被收录入《有重要生态、科学、社会价值的陆生野生动物名录》。